# Plateau de Gergovie

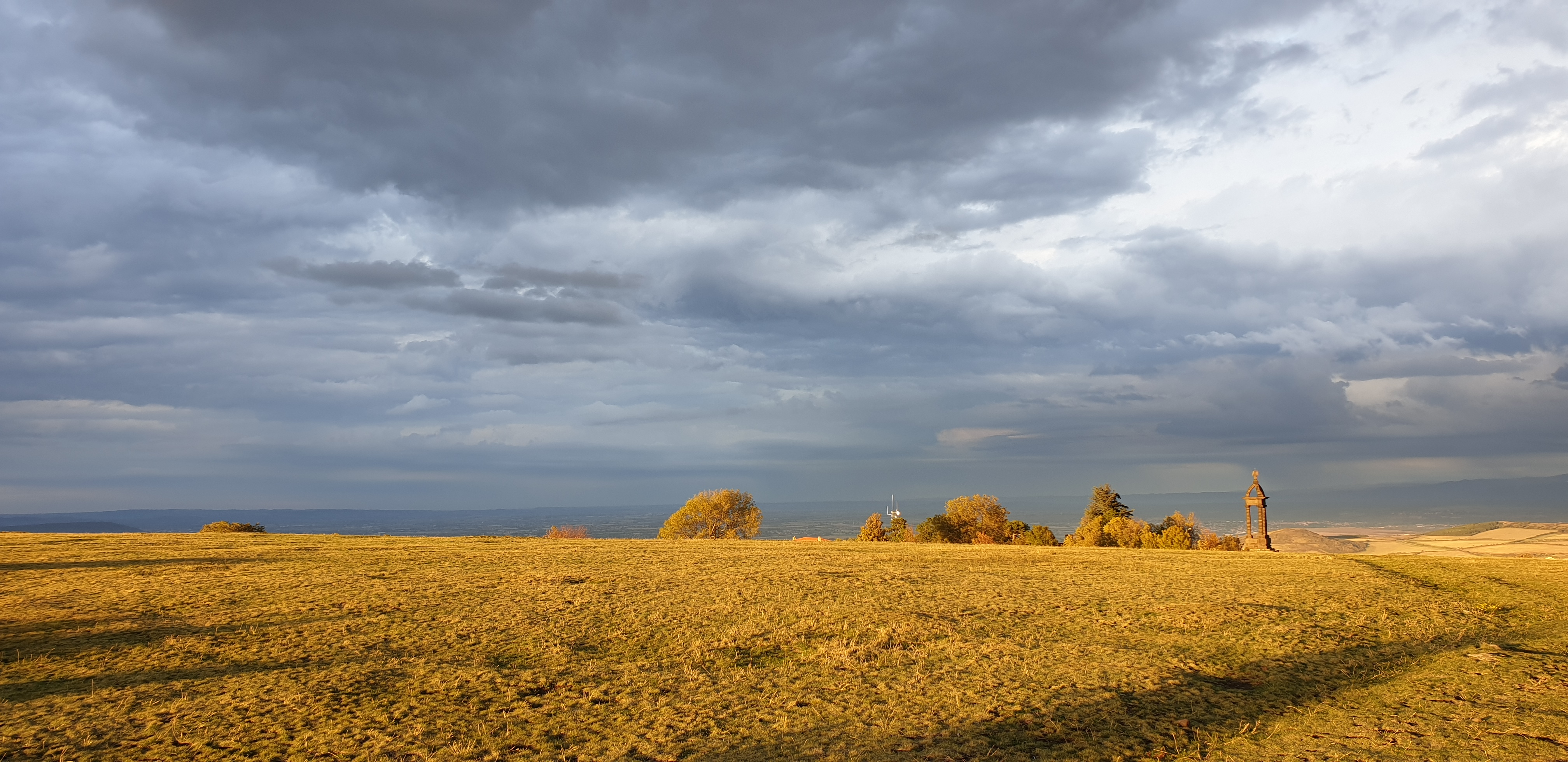
Bordure orientale du plateau de Gergovie au soleil couchant, avec le monument commémoratif à Vercingétorix.

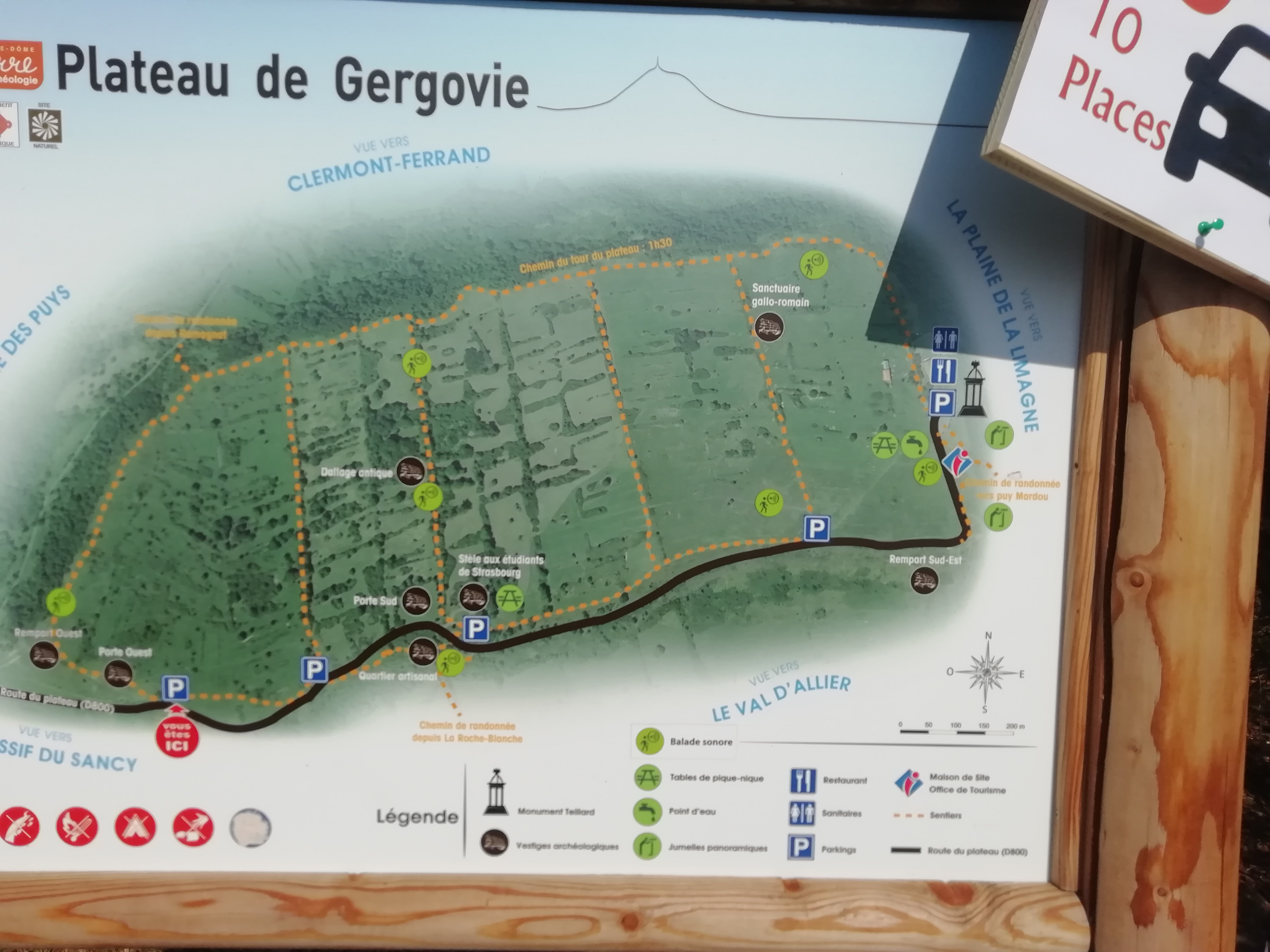
Plan officiel du plateau de Gergovie avec au sud la route de plateau construite en 1922, suivant la ligne du rempart qui n'a été reconnu que sur une longueur d'environ 1.5 km. La construction de cette route départementale est à l'origine de destructions importantes du rempart de l'oppidum.

Le plateau de Gergovie (autrefois appelé « plaine de Merdogne ») est un plateau de 70 hectares et 744 mètres d'altitude, situé à une dizaine de kilomètres au sud de Clermont-Ferrand, dans le Puy-de-Dôme en Auvergne-Rhône-Alpes. C'est le lieu où se trouvait l'oppidum gaulois de Gergovie, célèbre pour son siège qui vit les troupes de Vercingétorix vaincre les légions romaines de Jules César en 52 av. J.-C.

## Toponymie
C'est d'abord sur la base de la toponymie que ce site est proposé comme lieu de l'oppidum gaulois de Gergovie. Un lieu habité du nom de « Gergoia » est mentionné sur la pente ouest du plateau dès le Xe siècle. Si c'est seulement depuis les fouilles de Napoléon III que le village de Merdogne est rebaptisé Gergovie, le toponyme est bien attesté pour le plateau dès le Moyen Âge. Dès le XVIe siècle, le Florentin Gabriel Simeoni propose l'identification, se fondant sur l'indice toponymique et des vestiges visibles sur le plateau. Au XVe siècle, des érudits tel que Scaliger, Savaron ou Adrien de Valois expriment le même avis. La découverte de restes gaulois et gallo-romains sur le plateau appuie cette hypothèse.

## Situation géographique
Le plateau de Gergovie est situé à 744 mètres d'altitude à 10 km au sud de Clermont-Ferrand, sur la commune de La Roche-Blanche. D'une superficie de 70 hectares, il mesure 1 500 mètres de long pour environ 700 mètres de large. Le plateau offre un excellent panorama sur la chaîne des Puys, Clermont-Ferrand, la montagne de la Serre, la plaine de Sarliève avec le Zénith d'Auvergne et le puy de Sancy (massif volcanique des monts Dore), point culminant de l'Auvergne avec 1 885 mètres.

## Géomorphologie

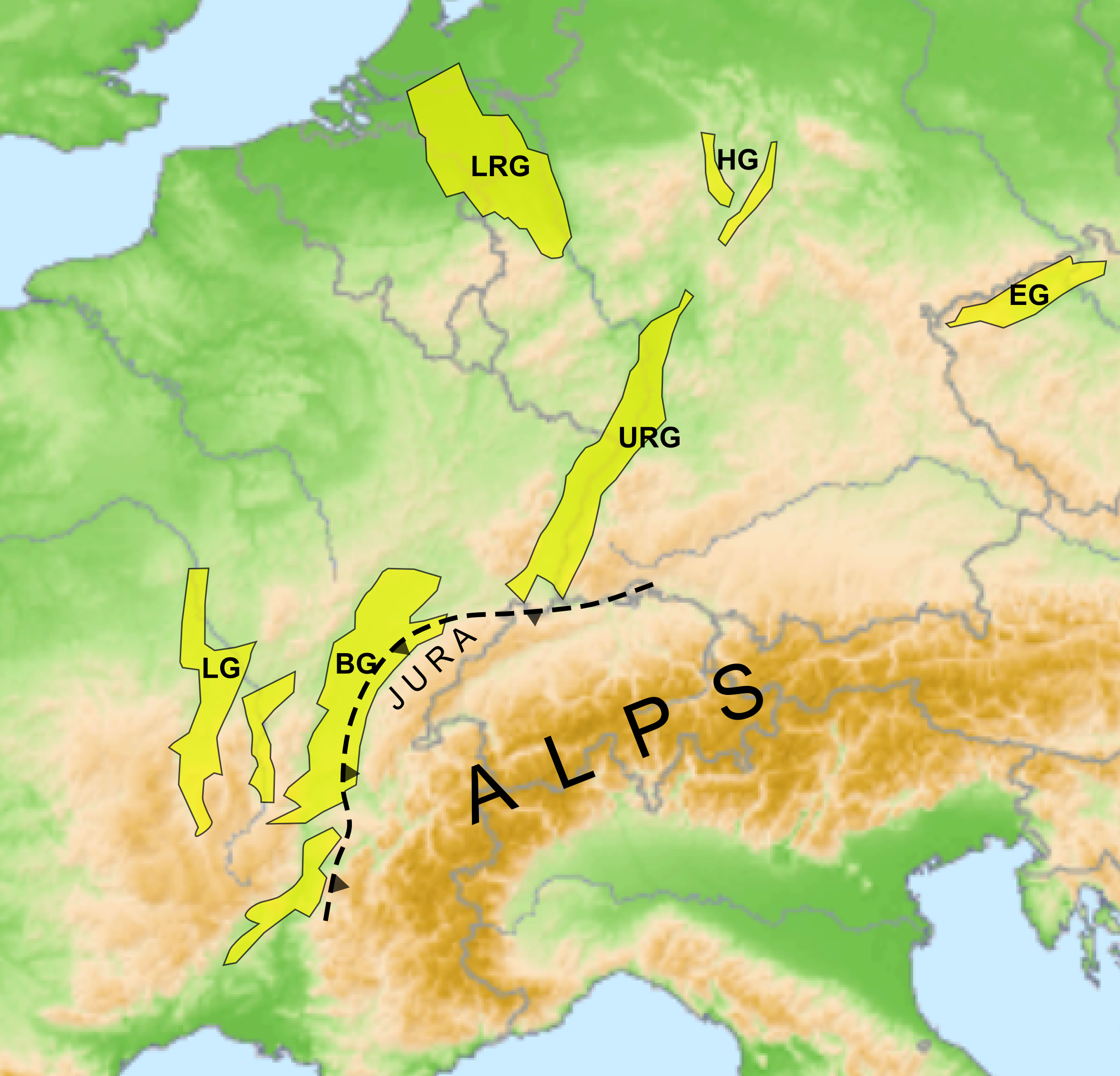
Carte montrant les principaux grabens du rift ouest-européen : LG=Graben de Limagne, BG=Bresse Graben, URG= Fossé rhénan, LRG=Lower Rhine Graben, HG=Hessian Grabens & EG=Eger Graben.

Le plateau de Gergovie (anciennement plateau ou « plaine » de Merdogne) est issu du volcanisme de la Limagne actif entre 20 et 12 millions d'années (Miocène), contemporain de celui du massif du Forez, mais plus ancien que celui des monts Dore (plio-quaternaire) de la chaîne des Puys (Quaternaire). Le vieux socle granitique varisque est en effet fracturé par l'orogenèse alpine du Cénozoïque à l'origine de la formation du rift ouest-européen, dont les grabens de la Limagne, fossés d'effondrement résultant de déformations tectoniques engendrées par la collision entre la plaque africaine et la plaque eurasiatique. Ces grabens d'orientation globalement méridienne accumulent une sédimentation majoritairement lacustre (sables, schistes bitumineux et surtout calcaires), parfois avec des intercalations volcaniques, les formations pépéritiques, témoignant qu'en parallèle à cette sédimentation, un volcanisme antérieur à la chaîne des Puys voit le jour dans la plaine de Limagne, : l'ascension de magmas basaltiques dans la partie superficielle d'une cheminée volcanique dans le bassin sédimentaire de Limagne alors en milieu lacustre, met en contact le magma et les sédiments boueux gorgés d'eau, ce qui provoque des éruptions phréatomagmatiques, séries d'explosions violentes qui « trempent » la lave et la pulvérisent en granules, donnant naissance aux pépérites formées dans des maars.
Par la suite s'édifient des cônes de scories où s'épanchent des coulées basaltiques dans les vallées et dépressions, recouvrant ces formations phréatomagmatiques. Le fossé de Limagne est ainsi caractérise par 200 édifices d'origine volcanique qui se distinguent par trois formes de reliefs : le neck (puy de Crouel, de Montrognon), des collines arrondies constituées de pépérites (puy de Bane à l'est de Gergovie), des tables basaltiques dégagées à la suite d'un déblaiement plio-quaternaire (Gergovie, montagne de la Serre),.
La phase volcanique de la Limagne qui concerne l'essentiel du paysage actuel du plateau est appelée par les géologues « Génération Limagne ». À Gergovie, deux coulées de basanites se superposent, datées respectivement de 16 et 19 millions d'années et reposant sur des marnes, calcaires et argiles remplissant d'anciens cratères d'explosion (maars). Les basaltes de Gergovie ne viennent pas du volcan le plus proche — le puy Giroux. Un premier maar s'est mis en place à travers les sédiments de la Limagne, il en reste des dykes et des sills visibles sur la bordure occidentale du plateau à la hauteur du puy Mardou. Le cratère a été comblé et un second maar s'est mis en place, comblé à son tour.
Ce plateau correspond à une inversion de relief due à la mise en élévation d'une coulée de lave basaltique initialement épanchée dans une vallée. Il s'agit d'érosion différentielle : les matériaux les moins résistants ont été dégagés par l'érosion. La mise en relief de cette portion du plateau tient à la protection de l'érosion ultérieure par une carapace basaltique. Les talwegs qui étaient des points bas du paysage se retrouvent être les points hauts de la région. Les coulées initiales sont morcelées par l'érosion et constituent des paysages de buttes à sommet plat – mesa – qui existent dans différents types de contextes climatiques.
Il existe en Limagne, plusieurs tables basaltiques en lanières dégagées à la suite d'un déblaiement plio-quaternaire, le plateau de Lachaud-Chanturgue, les côtes de Clermont, de Châteaugay, la montagne de la Serre sont d'autres exemples de reliefs inversés.

## Histoire et archéologie
Les fouilles ont montré une occupation humaine du plateau au Néolithique et à l'âge du bronze et une fortification datant de la fin du premier âge du fer et début second (Ve siècle avant J.-C.) a également été trouvée.
Le bassin clermontois connaît un important peuplement pendant la période gauloise ou période de la Tène. De nombreuses fermes sont installées dans la plaine de la Limagne. Au IVe siècle avant J.-C., trois oppidas, villes fortifiées gauloises, distantes d'à peine 7 km, voient le jour : Corent, Gondole et Gergovie. Deux hypothèses existent pour expliquer une telle proximité :
- une succession dans le temps de l'occupation des trois sites avec peut-être un recouvrement partiel au milieu du Ier siècle av. J.-C.[14] ;
- un site multipolaire avec des fonctions différentes : Gondole, la cité artisanale, Corent, le sanctuaire et Gergovie, la forteresse[14].

Après la conquête romaine, le site est progressivement abandonné au profit de la nouvelle ville gallo-romaine d'Augustonemetum (actuelle Clermont-Ferrand), fondée au cours du Ier siècle avant J.C.

### Du Moyen Âge auXIXesiècle
Au Moyen Âge, le plateau (ou « plaine » selon la terminologie locale) sert de pacage au seigneur et aux habitants de Merdogne mais à la fin de l'Ancien Régime, il est partagé en trois lots (ou « triages »).
La Société littéraire de Clermont fait réaliser les premières sondages sur le site par le chanoine Garmage en 1755. Après lotissement et défrichement par les villageois de Merdogne à la fin du XVIIIe siècle, un parcellaire agricole de murs et de pierriers se constitue à la surface du plateau où leurs travaux agricoles les amènent à découvrir de nombreux artéfacts qui alimentent les collections.
Alors que le débat sur la localisation semble tranché, il se déplace sur l'emplacement des camps romains autour de l'oppidum. Napoléon III fait engager des fouilles impériales dans ce but, ce qui permet à l'agent voyer Claude Aucler de mettre au jour le rempart de l'oppidum sur le plateau de Merdogne, lieu qui est officiellement renommé plateau de Gergovie en 1865, à la demande des habitants.

### DuXXesiècleauXXIesiècle
En riposte à la contestation du site traditionnel (plusieurs personnalités et associations feront, depuis le peintre Maurice Busset en 1932 jusqu'à des partisans à la fin du XXe siècle, des fouilles et sondages aux Côtes de Clermont pour mettre en avant ce site), le comité Pro gergovia, parrainé par l'Académie de Clermont, mène des fouilles. Animé par Émile Desforges et P.-F. Fournier et bénéficiant du concours de plusieurs chercheurs britanniques, le comité organise des recherches méthodique lors de campagnes exécutées de 1932 à 1937, facilitées par l'acquisition du plateau par l'État en 1944. Les archéologues explorent les portions de rempart de l'oppidum et mettent en évidence des occupations successives du site.
De l'été 1940, à la suite de l'armistice qui voit l'annexion de l'Alsace-Moselle au Reich, à 1943, le site est fouillé par une soixantaine d'étudiants majoritairement alsaciens. Les 1 200 étudiants de l'université de Strasbourg ayant été évacués en septembre 1939 à celle de Clermont-Ferrand doivent rentrer dans leur foyer. Afin de les préserver d'une incorporation dans les troupes allemandes, leur professeur d'histoire, Gaston Zeller, à l'idée de les retenir en proposant d'ouvrir un chantier de fouilles sur le plateau et de reprendre les fouilles entreprises dans les années 1930 par le comité franco-britannique, fouilles qui n'en sont qu'à leurs balbutiements. Le chantier est dirigé par l'archéologue Jean Lassus, lequel reçoit l'agrément des autorités de Vichy qui veulent remettre la France au travail avec le concours du général de Lattre de Tassigny. Celui-ci fournira le matériel et un officier qui dessinera ce que l'on nomme « La Maison des étudiants », dont il ne reste en ce début de XXIe siècle que le soubassement, proche du musée. Les deux premières zones fouillées le sont également dans cet environnement dès 1941, avec Jean Lassus, puis Jean-Jacques Hatt dont l'équipe travaille sur le « quartier des artisans », fouilles reprises actuellement.
Les mouvements de Résistance vont commencer par l'influence qu'à Jean Cavaillès, fondateur de Libération-Sud à Gergovie depuis 1941.
Cette partie de l'histoire du site est représentée au travers de l'exposition « Les Gergovie, des étudiants en résistance »
Depuis, de nombreuses campagnes de fouilles, notamment celles menées dans les années 1990 par l'ARFA (Association de Recherches sur l'Âge du Fer en Auvergne), ont permis de valider la localisation et la topographie de l'ensemble de fossés mis au jour sous le Second Empire, de confirmer la présence d'un camp militaire romain et d'identifier les lieux comme étant ceux où s'affrontèrent César et Vercingétorix au printemps de l'an 52 avant notre ère.

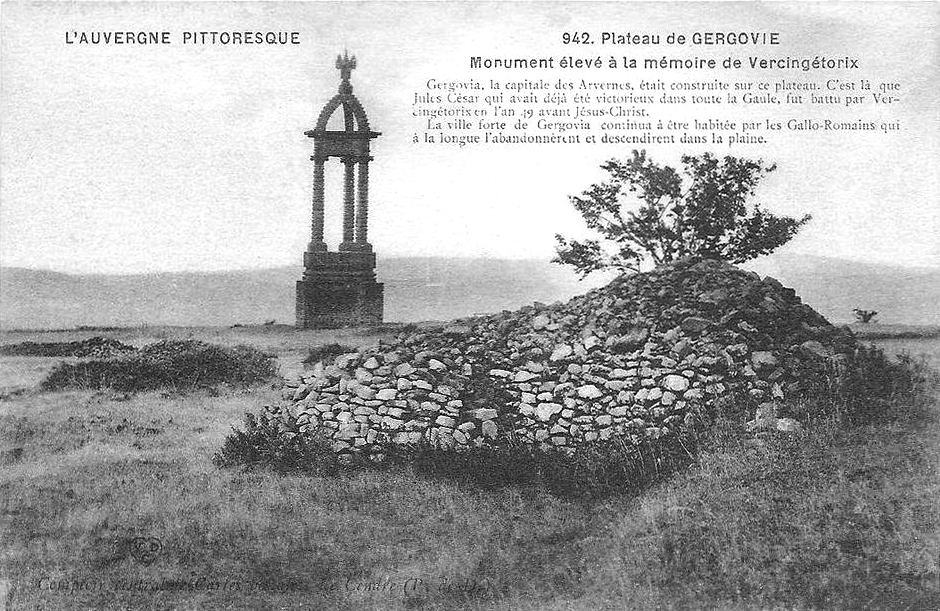
Carte postale représentant la bordure orientale du plateau au début des années 1900. Au premier plan, un des anciens pierriers agricoles, au fond la silhouette du monument à Vercingétorix.

### Site de l'oppidum de Gergovie
Le plateau de Merdogne est le site le plus communément identifié à celui de l'oppidum de Gergovia. À l'appui de cette hypothèse d'une part la toponymie — un lieu habité du nom de Gergovia est mentionné sur la pente orientale du plateau dès le Xe siècle —, d'autre part l'archéologie – le plateau est le site d'un vaste oppidum de 70 ha, densément peuplé au Ier siècle av. J.-C. comme l'attestent les fouilles entreprises.

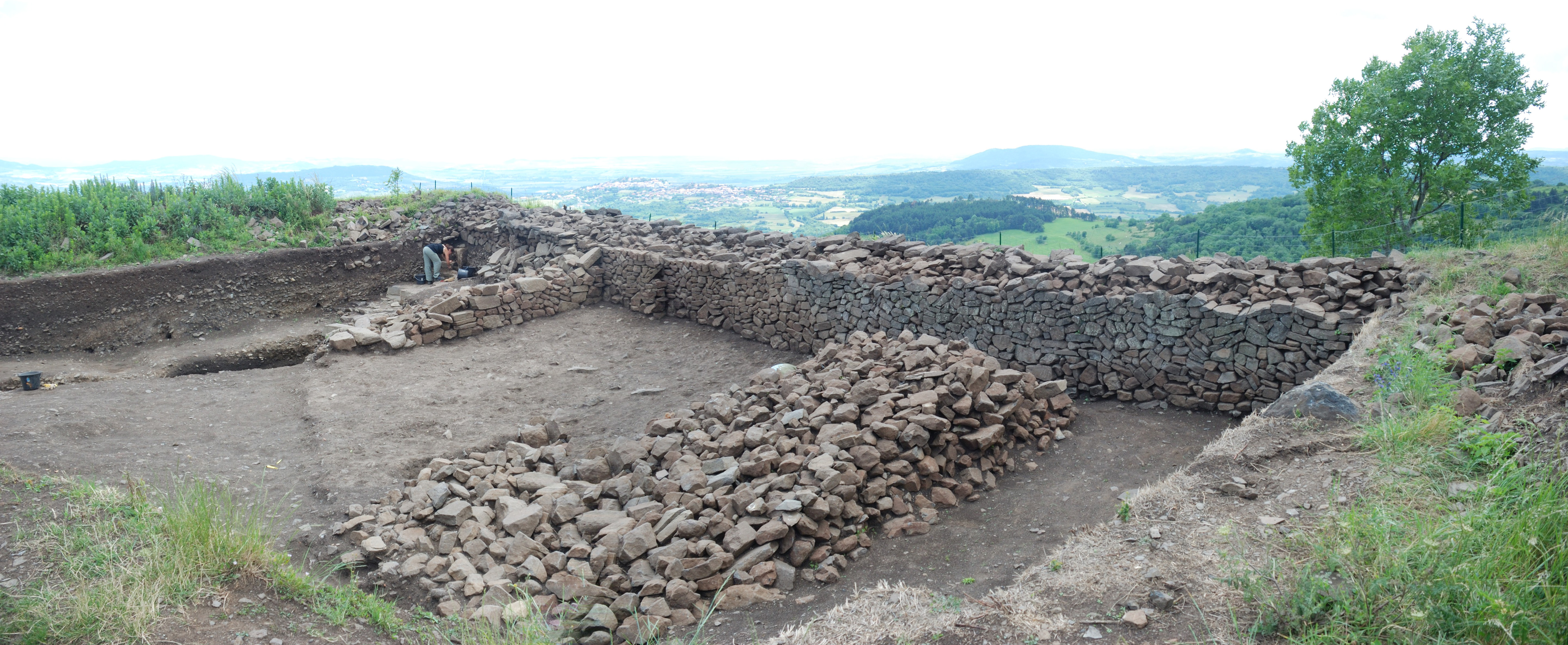
Alvéole du rempart sud-est du plateau de Gergovie mise au jour par les fouilles archéologiques : mur longitudinal et murets perpendiculaires typiques d'un oppidum protégé par un « mur à éperons ».

La muraille laténienne, probablement édifiée dans la décennie 60-50, n'est pas le type de rempart proprement celtique, dit murus gallicus, mais renvoie à un modèle architectural hellénistique inventé en Grèce au IVe siècle av. J.-C. et qui s'est diffusé progressivement en Méditerranée occidentale jusqu'à atteindre la Gaule du sud dans les premières décennies du Ier siècle av. J.-C.. Il s'agit d'un « mur à éperons » constitué d'une muraille à double parement de pierres sèches qui enserrent un blocage de pierres et de terre, surmontant un à-pic creusé dans le basalte et une large terrasse inférieure barrée sur toute sa longueur par un petit mur de défense avancée. La muraille, dont l'épaisseur oscille entre 2,1 et 2,5 m, était pourvue de plusieurs portes et était peut-être protégée dans sa partie supérieure par une superstructure en bois. De courts murets disposés perpendiculairement au parement interne (les « éperons »), ont pu servir à supporter un plancher, doublant ainsi la largeur du chemin de ronde pour le rendre plus fonctionnel. Le modèle architectural exogène de cet ouvrage atypique dans cette région de la Gaule conduit à proposer 

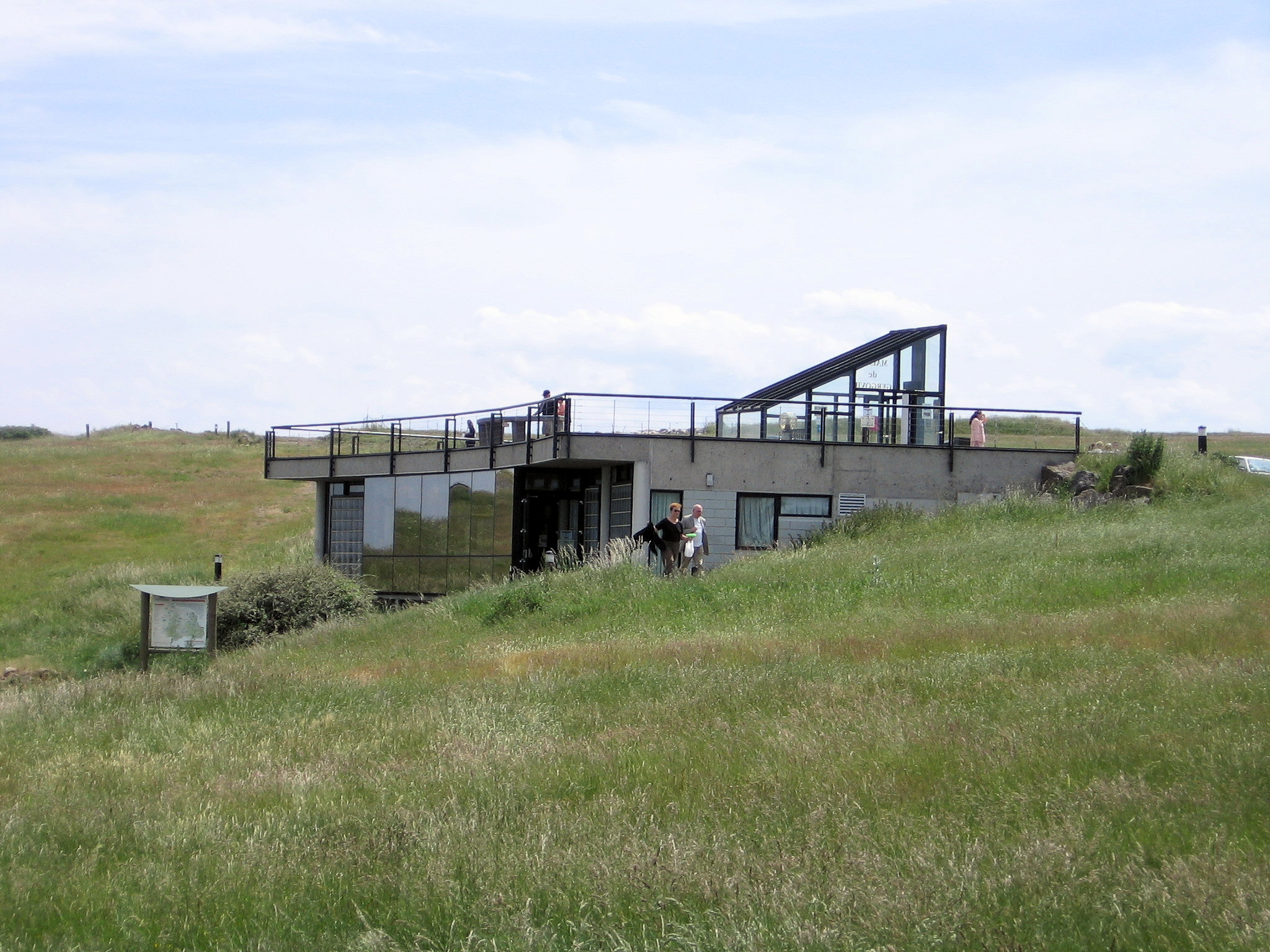
Face aux nouvelles attentes touristiques, la Maison de Gergovie créée en 1992, laisse sa place au Musée archéologique de la bataille (MAB), ouvert en 2019.

« l'hypothèse que les Arvernes étaient en contact assez étroits avec des grecs, qui sont installés de longue date sur le littoral provençal, à moins que des architectes grecs ne soient venus sur place guider la construction de cette muraille. Bien que le modèle architectural soit grec, le mode de construction est d'exécution assez sommaire à Gergovie ».

## Aménagements

### Musée de Gergovie
Un lieu d'exposition permanent, le Musée archéologique de la bataille de Gergovie, a ouvert ses portes le 19 octobre 2019, refonte et agrandissement de la Maison de Gergovie. 

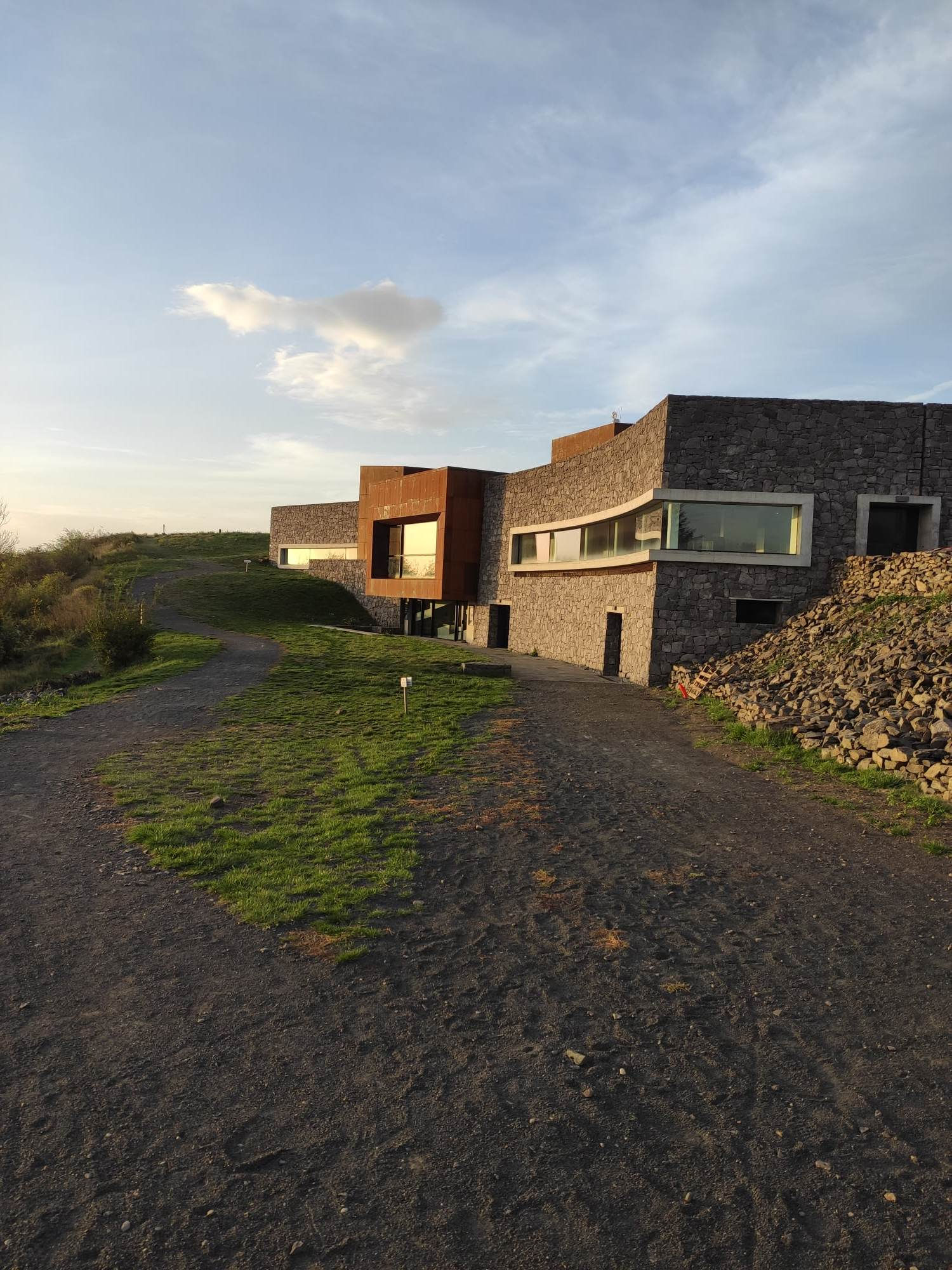
Le Musée archéologique de la Bataille de Gergovie, depuis octobre 2019.

Dans un bâtiment de 1 200 m2, on y trouve une exposition d'environ 300 objets, des maquettes et des animations multimédia. Des ateliers pédagogiques et des visites guidées sont également proposés.
Le projet a été porté par Mond'Arverne Communauté, avec le soutien des autres collectivités territoriales concernées, l'État (propriétaire du site) et l'Europe ; la construction a débuté en avril 2015.

### Borne commémorative
Une borne commémorative de la visite de Napoléon III le 9 juillet 1862 est élevée le 27 juillet de la même année en bordure du plateau et non loin du monument. Arrachée et mutilée à coups de pioche après la chute de l'Empire, elle est remise en place le 2 mai 1934, à l'emplacement du déjeuner sur l'herbe organisée pour l'empereur.

### Monument à Vercingétorix
Un monument commémoratif à Vercingétorix, de 26 mètres de haut, en pierre de Volvic, dû à Jean Teillard, architecte de la ville de Clermont-Ferrand, est édifié par souscription publique sur le site présumé de l'oppidum en 1900 en bordure orientale de plateau.

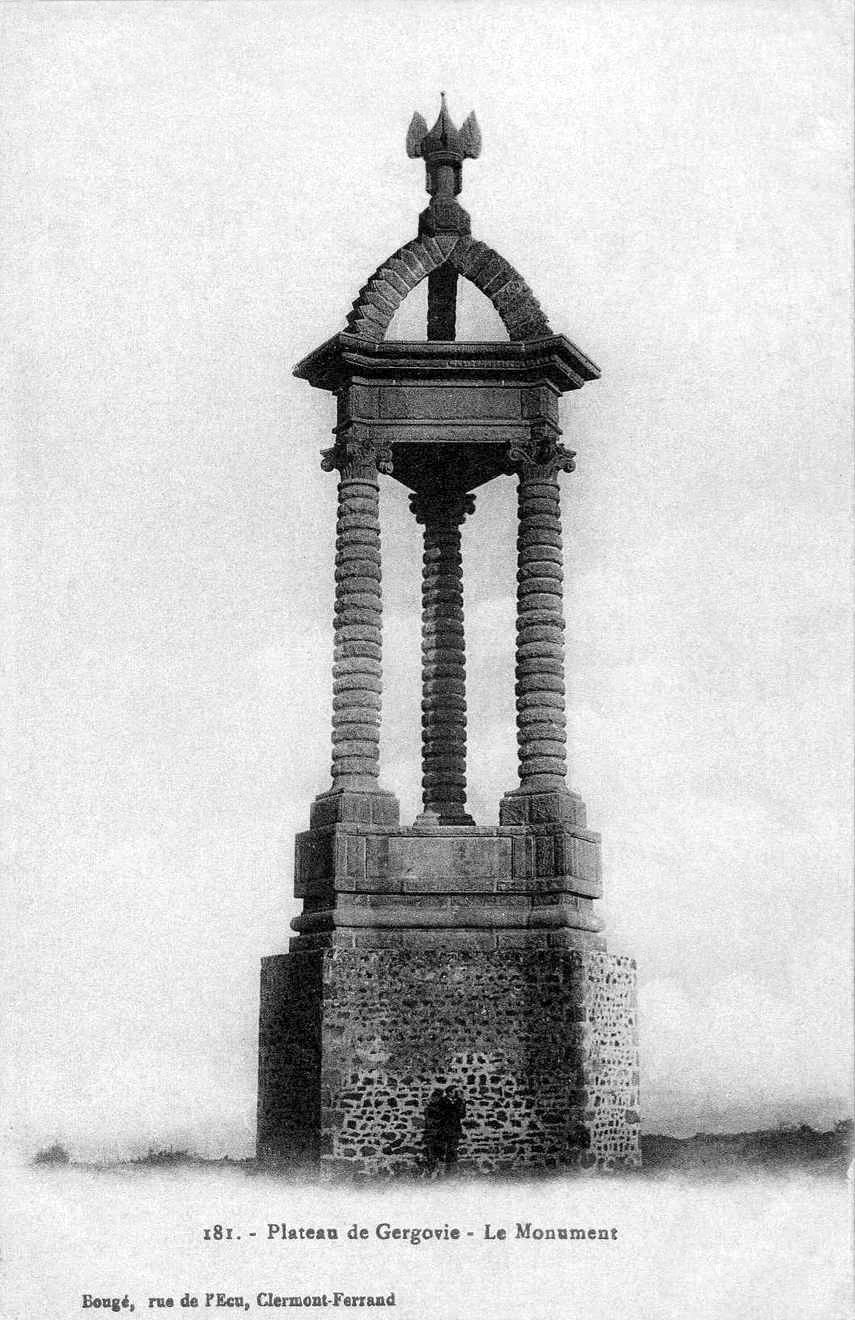
Premier état du monument commémoratif, avant le renforcement de sa base par des degrés.
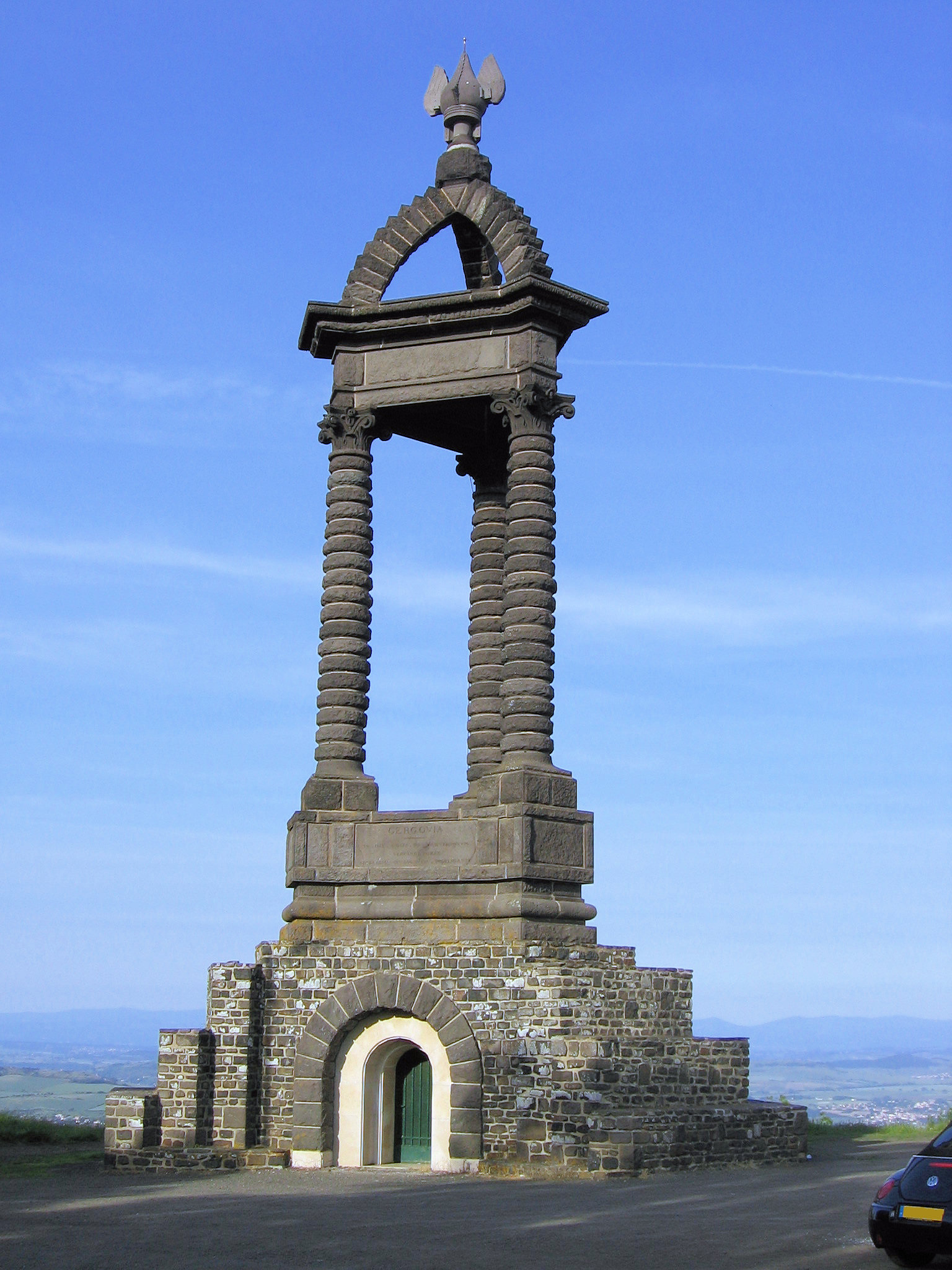
Le monument commémoratif actuel, sur son socle à degrés doté d'un escalier latéral.

En août 1942, sous le régime de Vichy, une grande manifestation patriotique de la Légion des volontaires français contre le bolchevisme se déroule autour du monument où des pierres et de la terre venant de la France métropolitaine et de l'Empire français sont déposées sous un cénotaphe qui est scellé par le maréchal Pétain lui-même,.

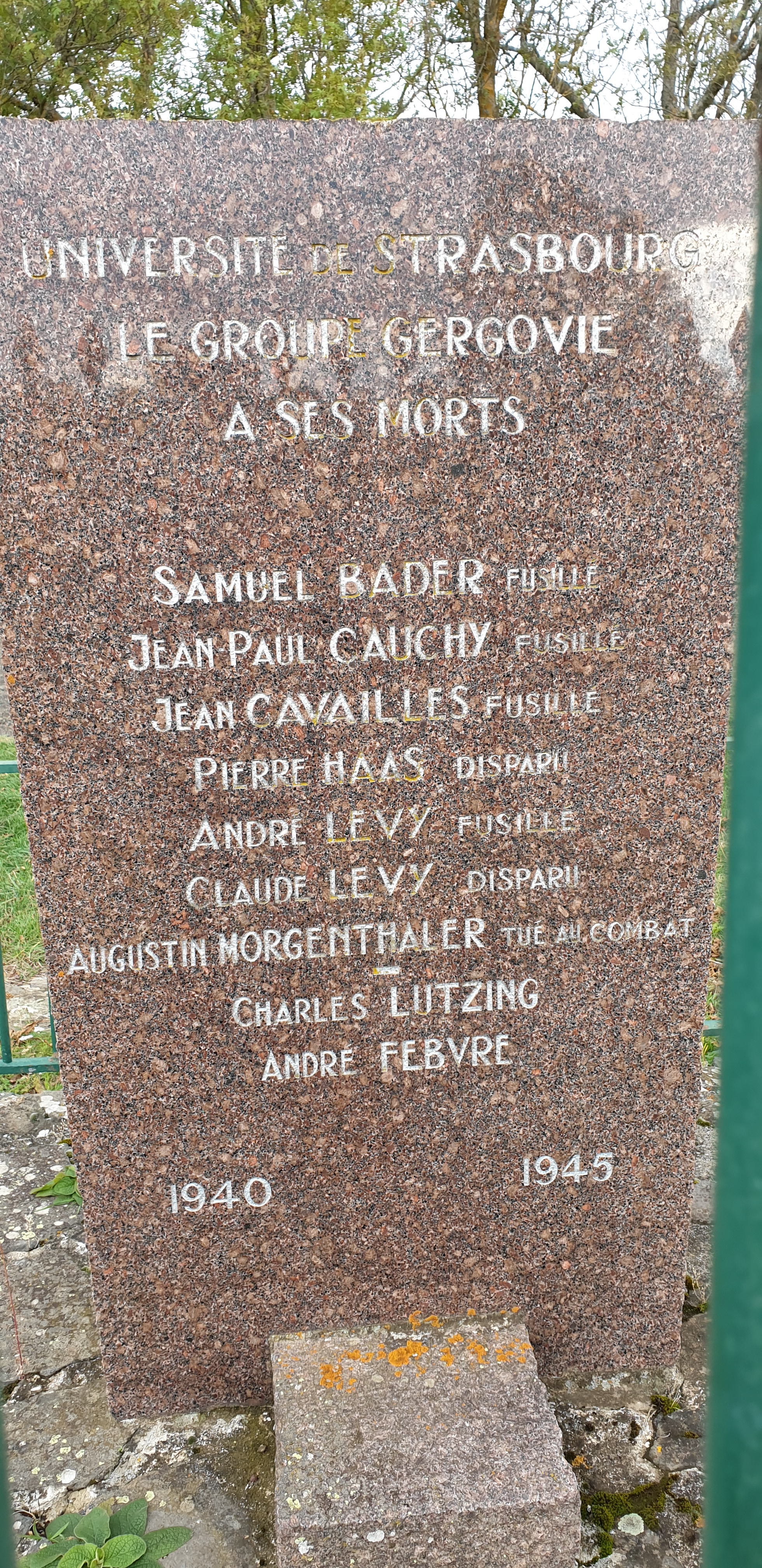
Stèle rendant hommage aux Gergoviotes morts pendant la guerre.

### Maison des étudiants et stèle commémorative
Au centre du plateau, en bordure de la route d'accès, les vestiges de la Maison des étudiants, qui abrita les "Gergoviotes", sont visibles. Le bâtiment fut construit avec des panneaux en préfabriqué, démantelé en 1946. Il avait une forme de L et abritait deux dortoirs – un pour les femmes, un pour les hommes –, ainsi qu'une pièce de vie commune, une cuisine et un petit bureau. À l'extérieur, une pergola couvrait la terrasse, à laquelle menaient les marches conservées.
Non loin, se trouve aussi une stèle commémorative, apposée en 1951 par l'université de Strasbourg. Élevée à l'emplacement du mât du drapeau levé chaque matin par les étudiants, elle rend hommage aux Gergoviotes morts au combat ou déporté. Les noms suivants sont gravés dans le marbre :
- Samuel Bader
- Jean-Paul Cauchy
- Jean Cavaillès
- Pierre Haas
- André Lévy
- Claude Lévy
- Augustin Morgenthaler
- Charles Lutzing
- André Febvre.

### Restaurant
À l'extrémité est du plateau se situe le restaurant « La Hutte Gauloise ».

## Manifestations

### Cervolix
Cervolix est un meeting aérien qui s'est déroulé de 1995 à 2013 sur le plateau de Gergovie, avant de renaître à partir de 2018 sur l'aérodrome d'Issoire - Le Broc, toujours sous l'égide de l'Association d'animation culturelle et touristique (AACT).
Du plateau de Gergovie décollaient des cerfs-volants, des avions télécommandés tandis que des avions venaient faire des mouvements au-dessus du plateau, avec une ouverture du festival à d'autres disciplines comme la voltige aérienne, les montgolfières et les paramoteurs.
En 2009, un Canadair et des avions de chasse survolèrent le site. En 2010, la Patrouille de France ainsi que la Patrouille Cartouche Doré étaient venues faire faire des démonstrations sur le plateau, après être venues s'entraîner la veille depuis l'aéroport de Clermont-Ferrand-Auvergne. La rencontre avait lieu chaque année le second week-end d'octobre.
À la suite de problèmes survenus en 2013 — principalement une météo capricieuse —, la manifestation a été mise en pause.
Faute d'apport financier suffisant,, et malgré une tentative de relance en 2017 qui n'a pas abouti en raison du renforcement des contraintes de sécurité,, le festival n'a pu redémarrer en 2018 que sur le site de l'aérodrome.

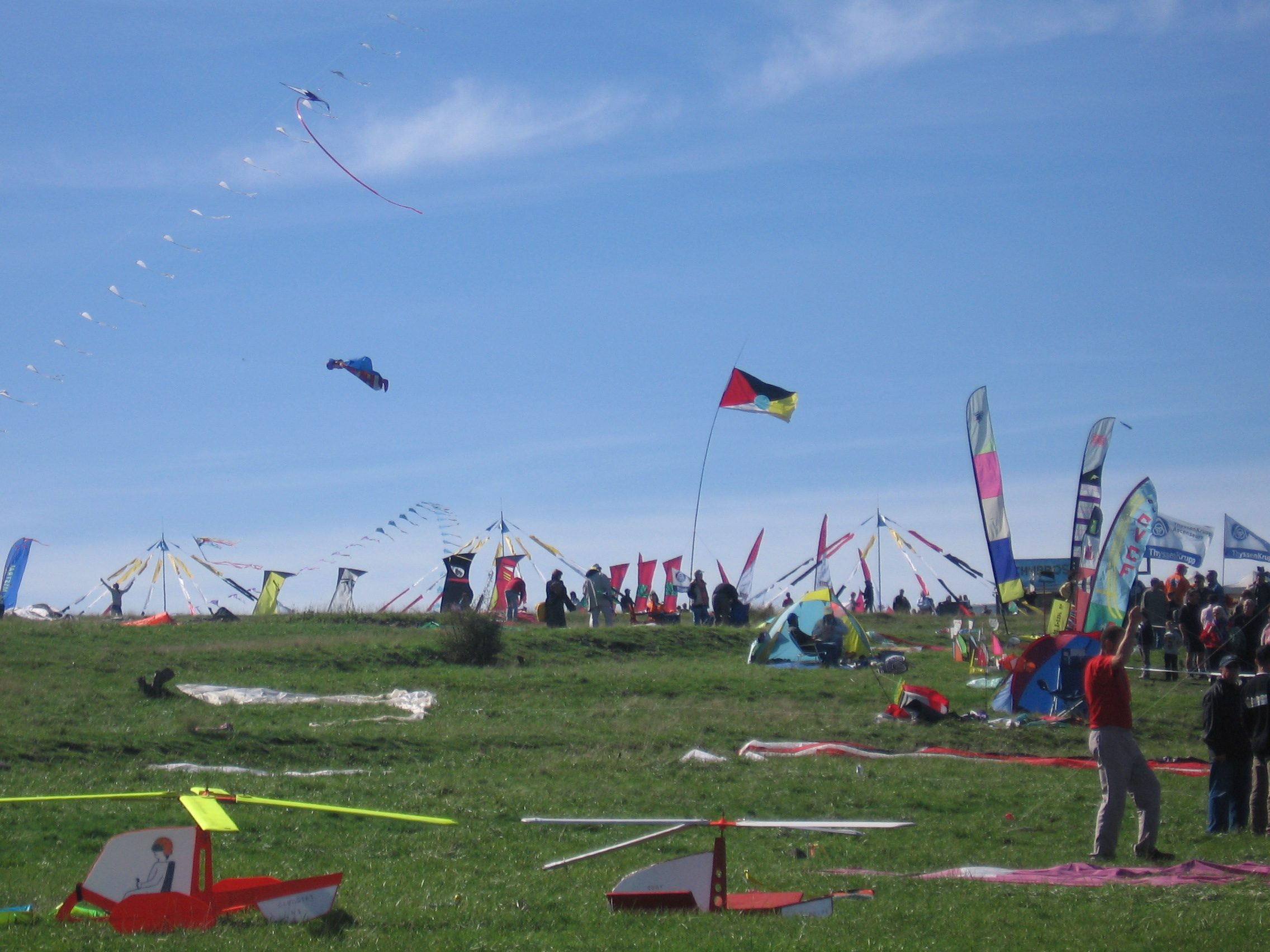
Cervolix 2006.
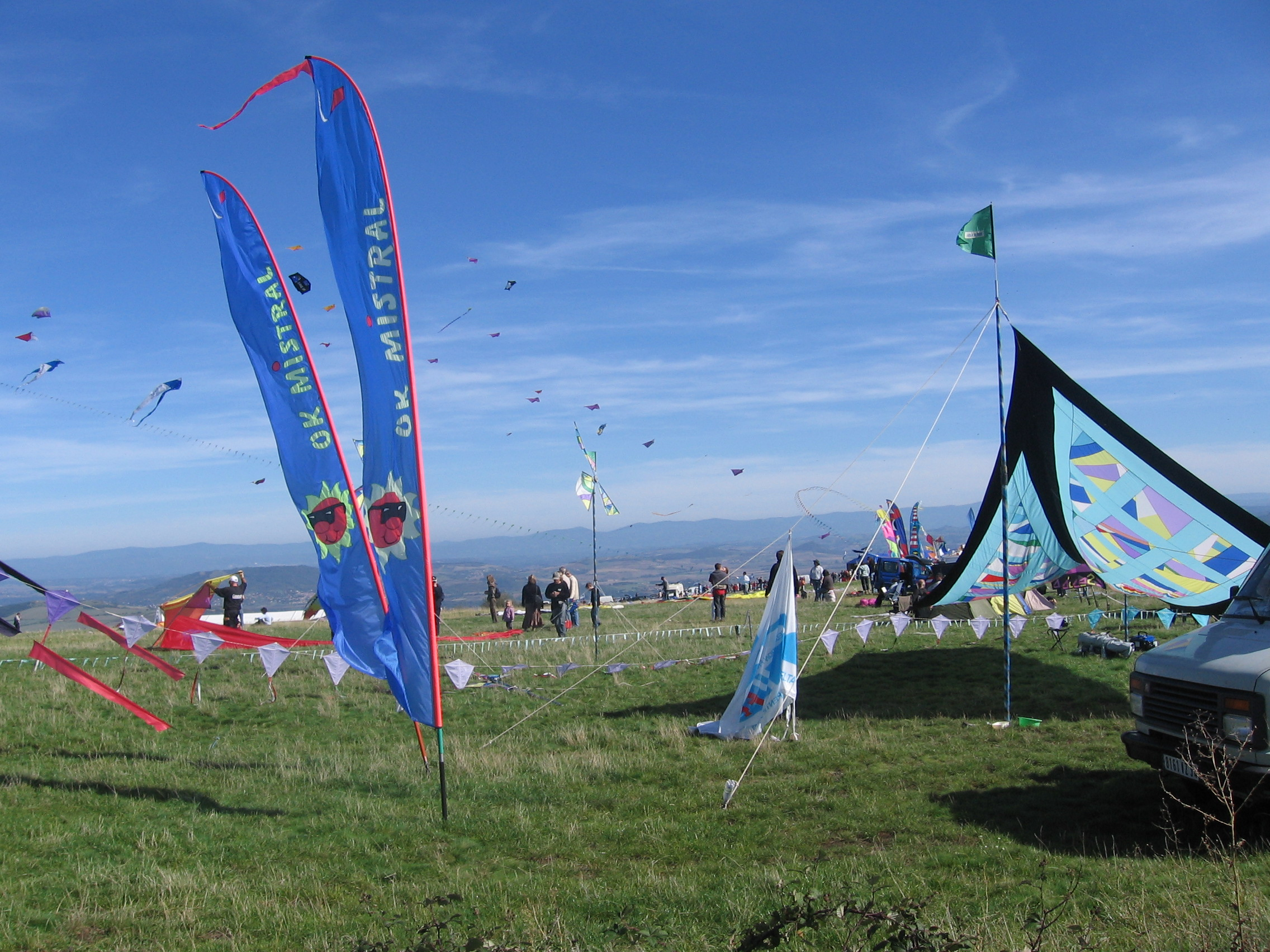
Cervolix 2006.
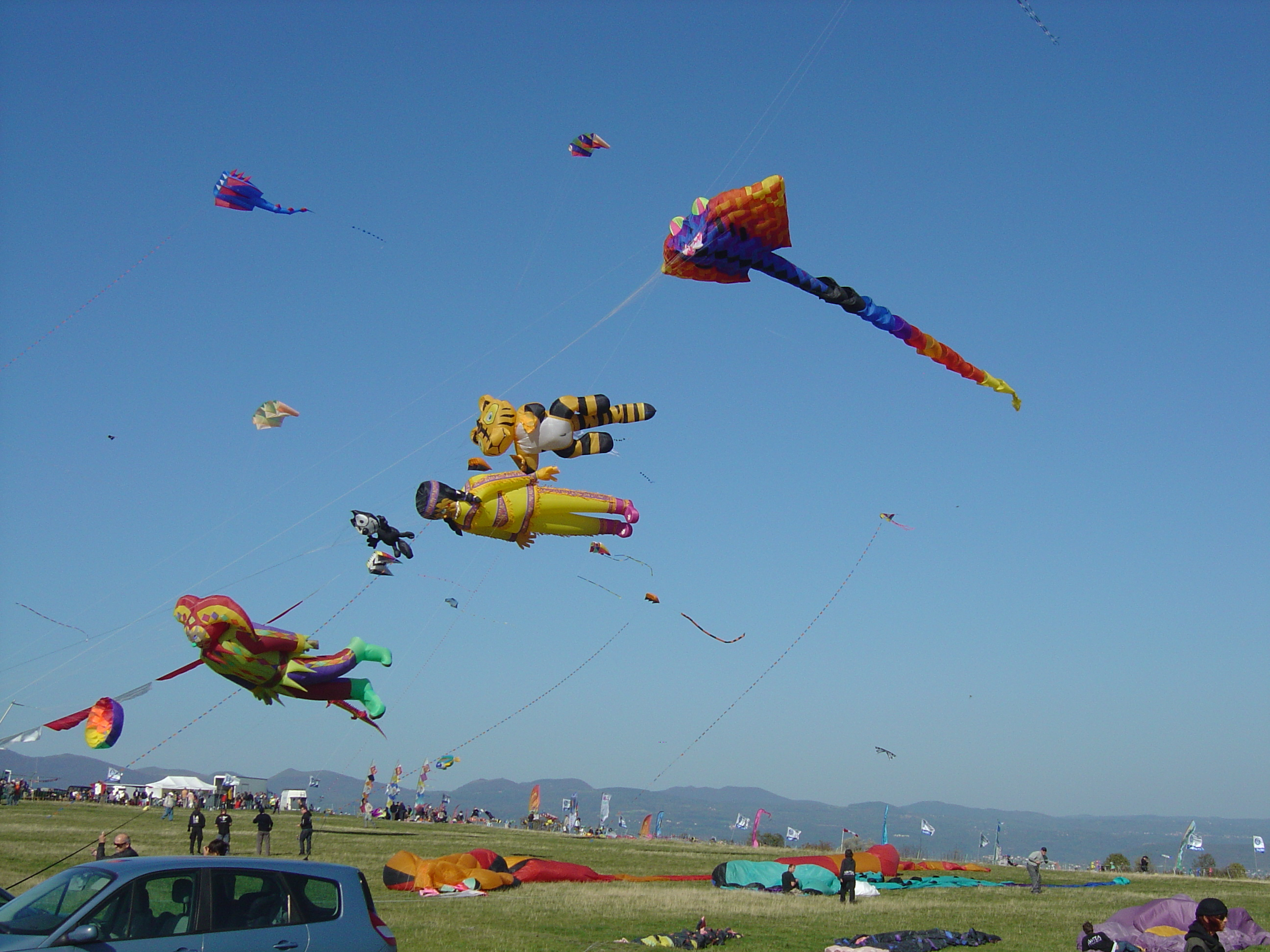
Cervolix 2010.
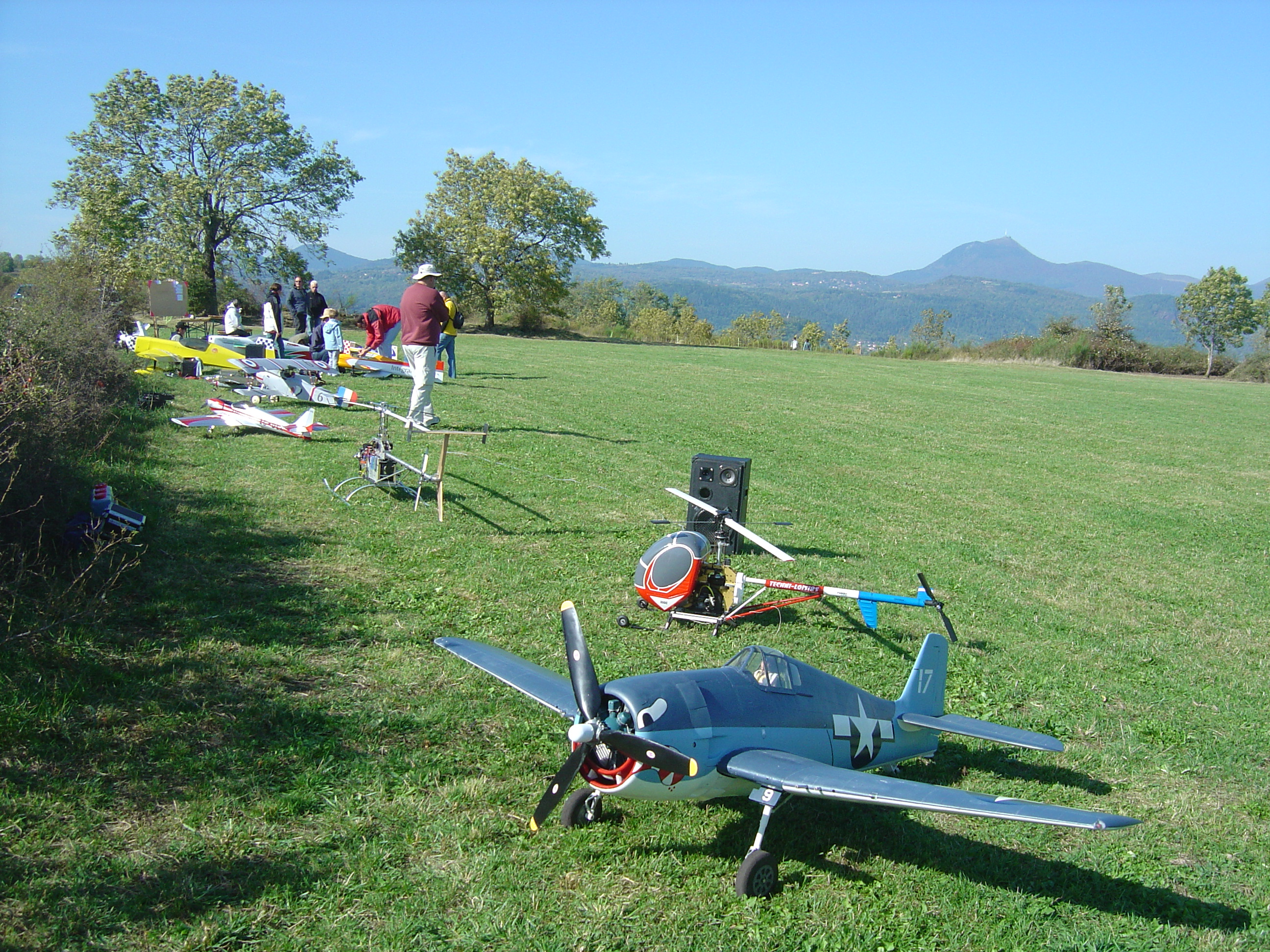
Avions miniature (Cervolix 2010).
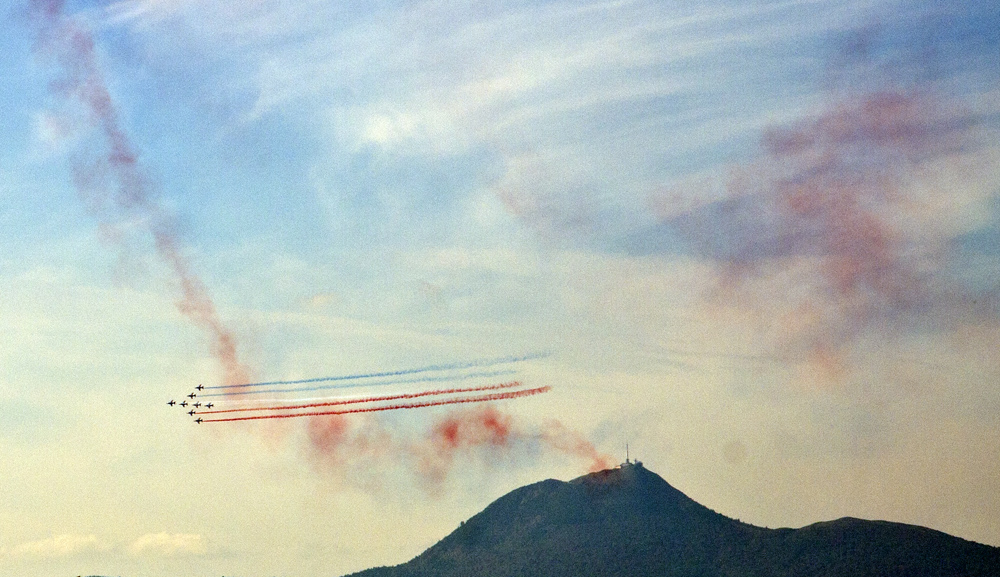
Survol par la patrouille de France (Cervolix 2010).

### Les Arverniales
« Les Arverniales » est une « archéofête » gauloise de l'oppidum de Gergovie, se déroulant tous les ans au mois de juillet sur le plateau. Elle consiste en deux jours de reconstitutions, expérimentations archéologiques, spectacles d'histoire vivante sur le site de la bataille.
Créée en 2002 par l'Office de Tourisme de Gergovie-Val d'Allier, son organisation est depuis 2018 assurée par l'association Gergovie les Arverniales. Elle rassemble sur un week-end une centaine de bénévoles et autant de reconstituteurs et artisans, pour proposer une animation aussi proche que possible de la réalité historique et archéologique.
Depuis 2020, les Arverniales ne peuvent plus être organisées sur le plateau de Gergovie, car les contraintes liées à la conservation du plateau sont trop importantes.

Après un essai en 2022, l'association organisatrice Gergovie Les Arverniales a retenu le site du complexe sportif de La Roche-Blanche, au pied du plateau. Une nouvelle édition a pu être organisé avec succès les 20 et 21 juillet 2024, ce qui relance la manifestation.

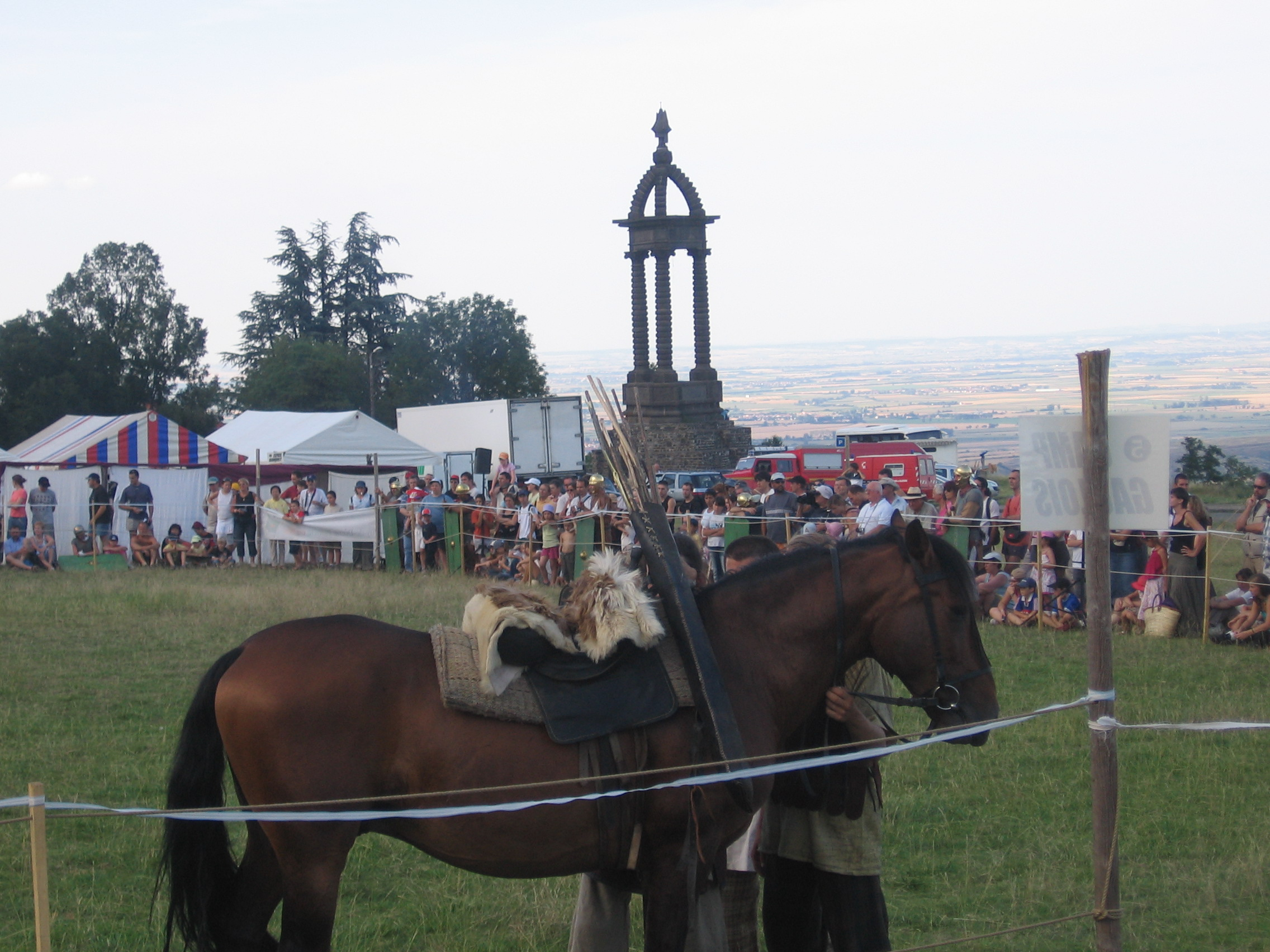
Les Arverniales.
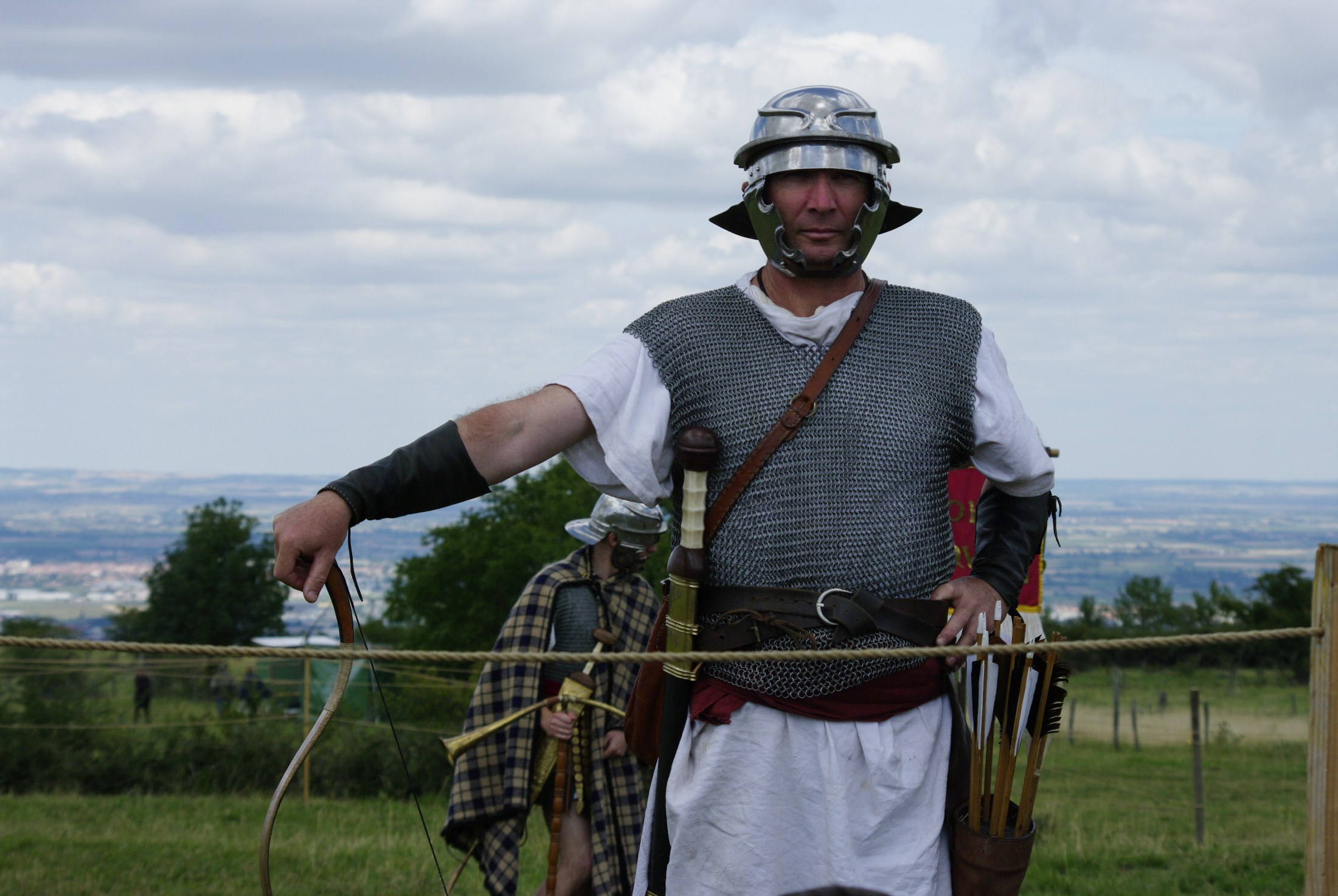
Arverniales 2011.
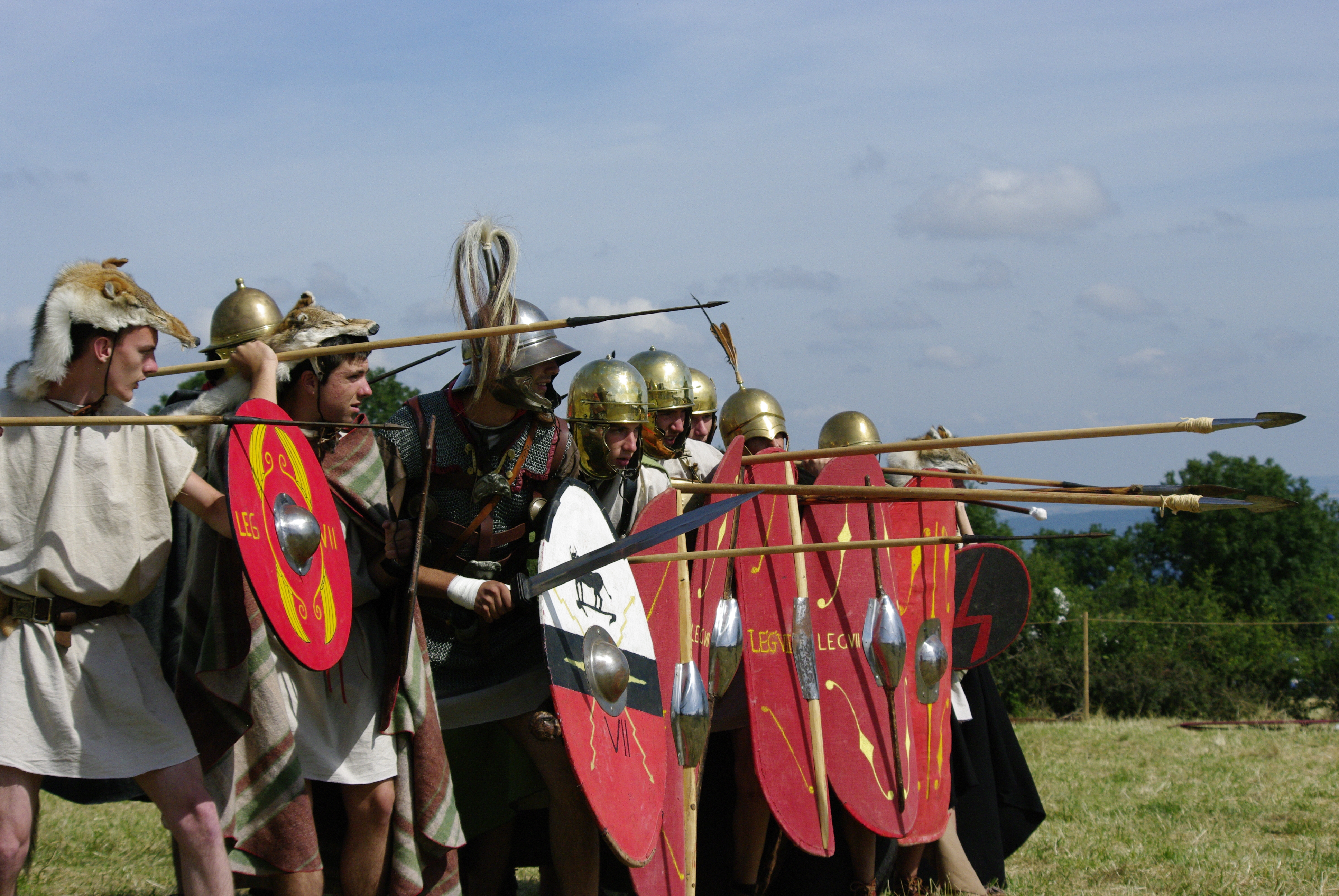
Arverniales 2012.